# Anneliese Dodds

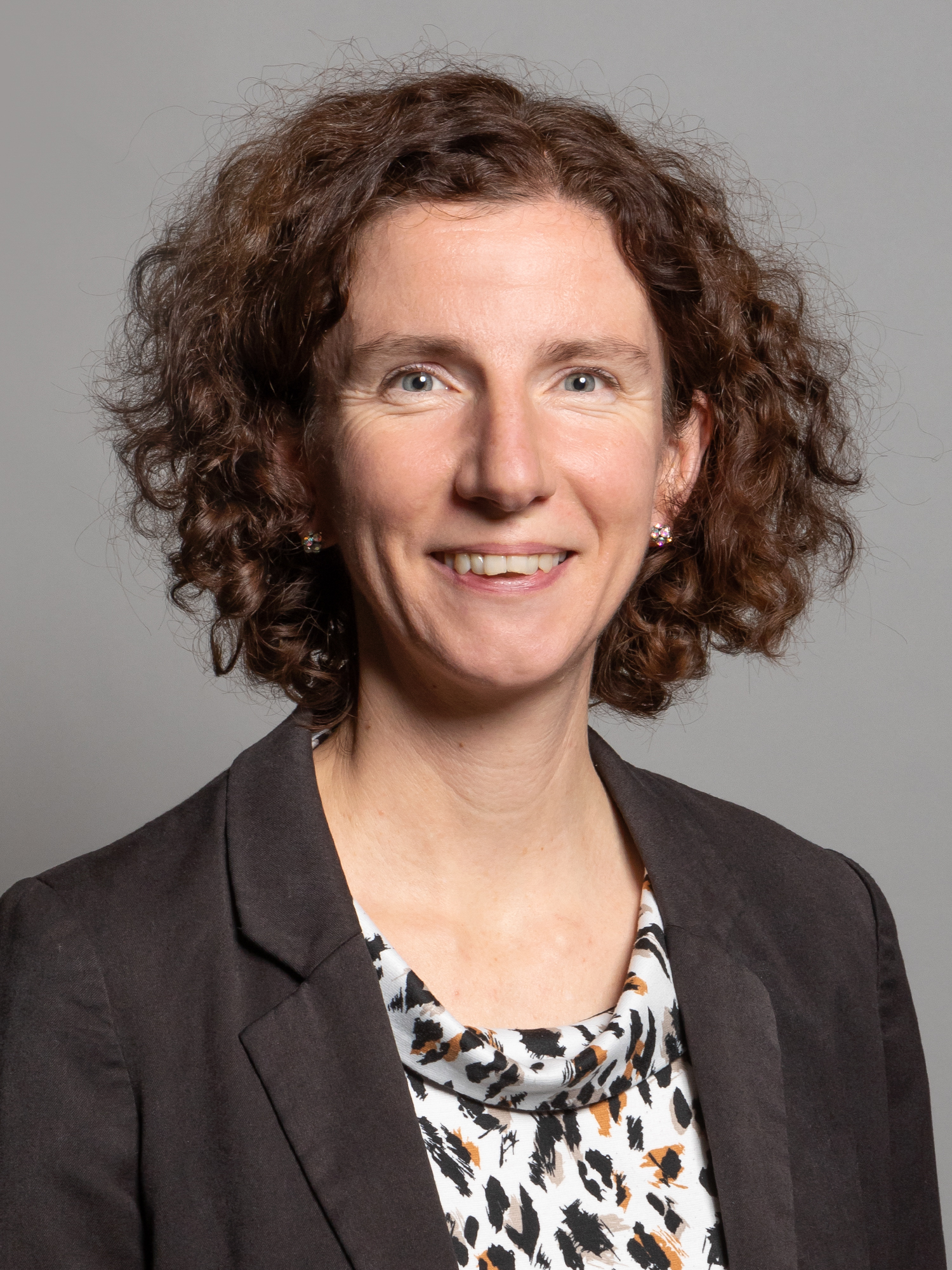
Anneliese Dodds (2020)

Anneliese Jane Dodds (geboren am 16. März 1978 in Aberdeen) ist eine britische Politikwissenschaftlerin und Politikerin von Labour sowie der Co-operative Party. Vom 5. Juli 2024 bis 28. Februar 2025 war sie Staatsministerin für Entwicklung (Minister of State for Development) im Kabinett Starmer.

## Ausbildung und wissenschaftliche Laufbahn
Dodds begann 1996 ein Studium der Philosophie, Politologie und Ökonomie am St Hilda’s College der Universität Oxford, das sie 2001 mit einem Bachelor of Arts beendete. Es folgte 2002 ein Abschluss als Master of Research in Sozialpolitik an der Universität Edinburgh, 2006 wurde sie an der London School of Economics in Governance zum Ph.D. promoviert. Hier begann sie auch ihre Lehrtätigkeit als Lecturer in Public Policy, ehe sie 2010 in gleicher Funktion an die Aston University in Birmingham wechselte.

## Politik
Erste Versuche, als Politikerin Fuß zu fassen, waren nicht erfolgreich: sie kandidierte vergebens im Mai 2005 in Billericay und im Mai 2010 in Reading East für einen Sitz im britischen Unterhaus sowie bei der Kommunalwahl im Mai 2006 im Wahlbezirk Holywell für den Stadtrat von Oxford. Schließlich gelang ihr im Mai 2014 der Einzug in das Europäische Parlament, wo sie bis 2017 den Wahlkreis South East England vertrat. Sie war Vorsitzende der Delegation für den Parlamentarischen Stabilitäts- und Assoziationsausschuss EU-Montenegro sowie Mitglied im Ausschuss für Wirtschaft und Währung.
Bei der vorgezogenen Unterhauswahl im Juni 2017 konnte sie sich schließlich im Wahlkreis Oxford East durchsetzen. Sie folgte auf ihren Parteikollegen Andrew Smith, der auf eine erneute Kandidatur verzichtet hatte. Ihr Nachrücker beim Europaparlament in Brüssel wurde John Howarth. Bereits im Juli 2017 wurde sie von Oppositionsführer Jeremy Corbyn in das erweiterte Schattenkabinett berufen. Dort war sie, neben Lyn Brown und Clive Lewis, als Staatssekretärin (englisch Minister) für das Schatzamt zuständig. Bei der Unterhauswahl 2019 wurde sie im Wahlkreis Oxford East mit 57,0 % der Stimmen erneut gewählt.
Mit der Wahl eines neuen Vorsitzenden der Labour Party und der Neubildung des Schattenkabinetts im April 2020 wurde Dodds zum Shadow Chancellor of the Exchequer berufen. Bei der Unterhauswahl 2024 konnte Doods den Wahlkreis Oxford East mit 49,7 % der Stimmen behaupten. Im nach der Wahl gebildeten Kabinett Starmer wurde sie ab dem 5. Juli 2024 Staatssekretärin (Minister of State) für Entwicklung. Nachdem Premierminister Keir Starmer eine Kürzung der britischen Entwicklungshilfe von 0,5 Prozent des BIP auf 0,3 Prozent im Jahr 2027 angekündigt hatte, um damit die steigenden Militärausgaben gegenzufinanzieren, erklärte Dodds am 28. Februar 2025 ihren Rücktritt als Staatssekretärin. In einem auf der Internetplattform X veröffentlichten Brief an den Premierminister äußerte sie, dass dieser Schritt „verzweifelten Menschen Nahrung und Gesundheitsversorgung entziehen – und damit dem Ruf Großbritanniens schweren Schaden zufügen“ würde.